# Clotilde García del Castillo (Sorolla)
Clotilde García del Castillo est un tableau réalisé en 1890 par le peintre valencien Joaquín Sorolla. Il s'agit d'un portrait qui fait partie du legs constitutif du musée Sorolla.

## Description
Ce tableau de Joaquín Sorolla représente Clotilde García del Castillo, épouse du peintre, assise sur une chaise à barreaux. La toile a été peinte en 1890 peu après la naissance de María, l'aînée des filles du couple. Clotilde est habillée d'une robe noire et porte des gants en daim. Elle est coiffée d'un chignon orné d'une fleur jaune qui dégage une grande partie de la tête. Sa main droite soutient sa joue alors que la main gauche repose sur un accotoir. Le fond clair et neutre supprime toute notion de perspective, technique utilisée par Vélasquez.